# ديف كرويشانك
ديف كرويشانك (بالإنجليزية: Dave Cruikshank)‏ هو متزلج سريع أمريكي، ولد في 11 يناير 1969 في شيكاغو في الولايات المتحدة.

## وصلات خارجية
- ديف كرويشانك على موقع SpeedSkatingBase.eu (الإنجليزية)
- ديف كرويشانك على موقع SpeedSkatingStats.com (الإنجليزية)
- ديف كرويشانك على موقع أوليمبيديا (الإنجليزية)